# Борска окружна лига у фудбалу
Борска окружна лига је једна од 31 Oкружних лига у фудбалу. Окружне лиге су пети ниво лигашких фудбалских такмичења у Србији. Виши степен такмичења је Зона Исток, a нижи Општинска лига Кладово и Општинска лига Неготин. Лига је oснована 2008. године, а у у првој сезони је бројала 15 клубова. Кроз године се тај број увећавао и смањивао. Лига тренутно броји 15 клубова.